# Walckenaeria prominens
Walckenaeria prominens là một loài nhện trong họ Linyphiidae. Loài này phân bố ở Canada.